# Paolo Ruffini
Paolo Ruffini (Valentano, 22 de septiembre de 1765-Módena, 10 de mayo de 1822) fue un matemático, filósofo y médico italiano.

## Biografía
Su padre, Basilio Ruffini, era médico en Valentano. De niño parecía destinado a la carrera religiosa. Su familia se mudó a Reggio, en el ducado de Módena, en el norte de la actual Italia y Paolo se matriculó en la universidad de Módena en 1783 para estudiar matemáticas, medicina, filosofía y literatura.
Entre sus profesores estaba Luigi Fantini, que le enseñó geometría, y Paolo Cassiano que le enseñó cálculo. En 1787, Cassiano fue elegido concejal, teniendo que dejar la universidad. Así fue como el curso de Cassiano sobre los fundamentos del análisis fue impartido por Ruffini durante el curso 1787-88 cuando todavía era estudiante. Finalmente, el 9 de junio de 1788 Ruffini se graduó en filosofía, medicina y cirugía. Poco después consiguió su grado en matemáticas.
El 15 de octubre de 1788, fue nombrado profesor de fundamentos de análisis. Después, Fantini, que le había enseñado geometría, perdió poco a poco la vista y tuvo que renunciar a su puesto. Ruffini fue elegido catedrático de Elementos de Matemáticas en 1791. Sin embargo, Ruffini no era sólo matemático, pues también en 1791, obtuvo la licencia para ejercer la medicina en Módena.
Después de la revolución francesa, eran tiempos de guerra. A principios de 1795, Francia obtenía victorias en todos los frentes. En el norte de Italia, las tropas francesas amenazaban las posiciones austro-sardas. En marzo de 1796 Napoleón Bonaparte tomó el mando de la campaña. Derrotó a esas tropas y marchó hacia Turín. El rey de Cerdeña pidió un armisticio y como resultado Niza y la Saboya fueron anexionadas a Francia. Bonaparte continuó la guerra contra los austríacos y ocupó Milán pero fue retenido en Mantua. Firmó armisticios con los duques de Parma y de Módena. Después ocupó Módena y, contra sus deseos, Ruffini se encontró en medio de todo este trastorno político.
Paolo Ruffini es conocido como el descubridor del llamado método de Ruffini que permite hallar los coeficientes del polinomio que resulta de la división de un polinomio cualquiera por el binomio x-a. Sin embargo, no fue ésta su mayor contribución al desarrollo de la matemática. Hacia 1805 elaboró una demostración de la imposibilidad de la solución general de las ecuaciones algebraicas de grados quinto y superiores, aunque cometió ciertas inexactitudes que luego serían corregidas por el matemático noruego Niels Henrik Abel.

## Obras

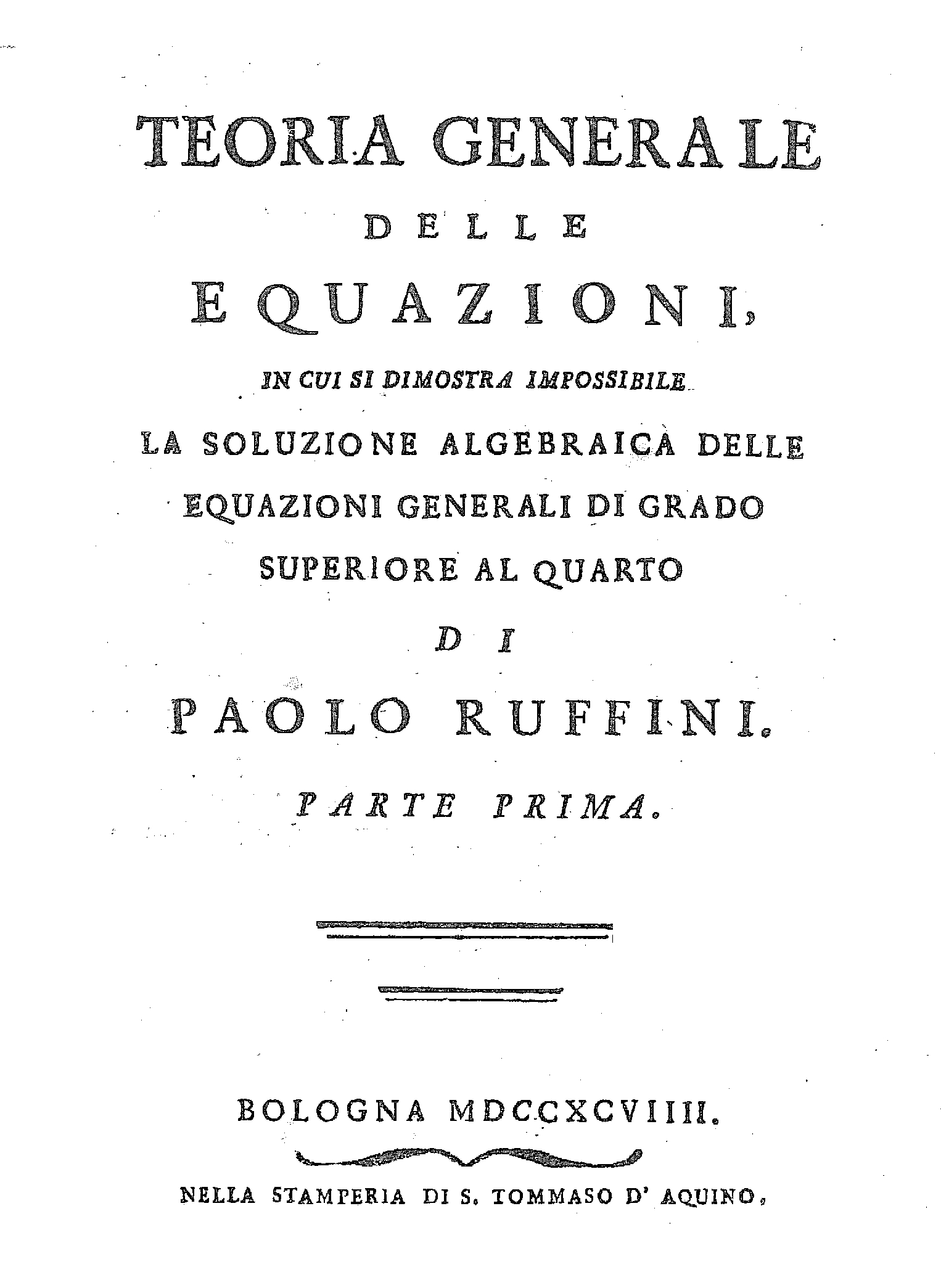
Teoria generale delle equazioni, 1799

- 1799: Se publica su Teoria Generale delle Equazioni, in cui si dimostra impossibile la soluzione algebraica delle equazioni generali di grado superiore al quarto.
- 1802: Escribe Riflessioni intorno alla rettificazione ed alla quadratura del circolo y la memoria Della soluzione delle equazioni algebraiche determinate partocolari di grado superiore al quarto.
- 1804: Se edita la memoria Sopra la determinazione delle radici nelle equazioni numeriche di qualunque grado. En ella Ruffini elabora un método de aproximación de las raíces de una ecuación que se anticipa en quince años al conocido como “método de Horner” (Philosophical Transactions, 1819).
- 1806: Acepta una cátedra de Matemática Aplicada en la escuela militar de Módena y dedica su Dell’ inmortalità dell’ anima a Pío VII.
- 1807: Se imprime Algebra elementare.
- 1813: Se publican sus Riflessioni intorno alla soluzione delle equazioni algebraiche generali.
- 1820: Escribe Memoria sul tifo contagioso
- 1821: Se imprimen sus Riflessioni critiche sopra il saggio filosofico intorno alle probabilità del Sig. Conte de la Place.[1]